# Музей Бисмарка (Фридрихсру)
Музей Бисмарка во Фридрихсру (нем. Bismarck-Museum Friedrichsruh) — музей во Фридрихсру в районе Герцогство Лауэнбург земля Шлезвиг-Гольштейн (Германия). В музее представлены экспонаты, связанные с жизнью и творчеством Отто фон Бисмарка.

## Расположение
Музей находится на национальной дороге L 208 в земле Шлезвиг-Гольштейн на участке от Гранде до Аумюле в фахверковом доме на обочине дороги во Фридрихсру.

## История
Музей основан на экспонатах из музея Бисмарка в Шёнхаузен, образованного в 1927 года и впервые показанного на вилле Alter Forsthof, а с 1933 года — в мьюзе замка Фридрихсру. Музей в старинном загородном доме был открыт в 1951 году и с 2009 года находится в введении Фонда Отто фон Бисмарка. Коллекция включает 350 экспонатов.

## Коллекция
Коллекция музея включает карты различных таможенных территорий, документы о карьере Бисмарка, фотографию депеши Эмса и пресс-релиз Бисмарка, пистолеты двух нападений на Бисмарка, его форму, ботинки, многочисленные награды. Здесь представлены его кабинет с его диваном и двумя кожаными диванами для двух его собак, письменный стол, картина Антона фон Вернера «Провозглашение Германской империи в 1871 году» (вариант 1885 года) и великолепные доспехи..

## Галерея

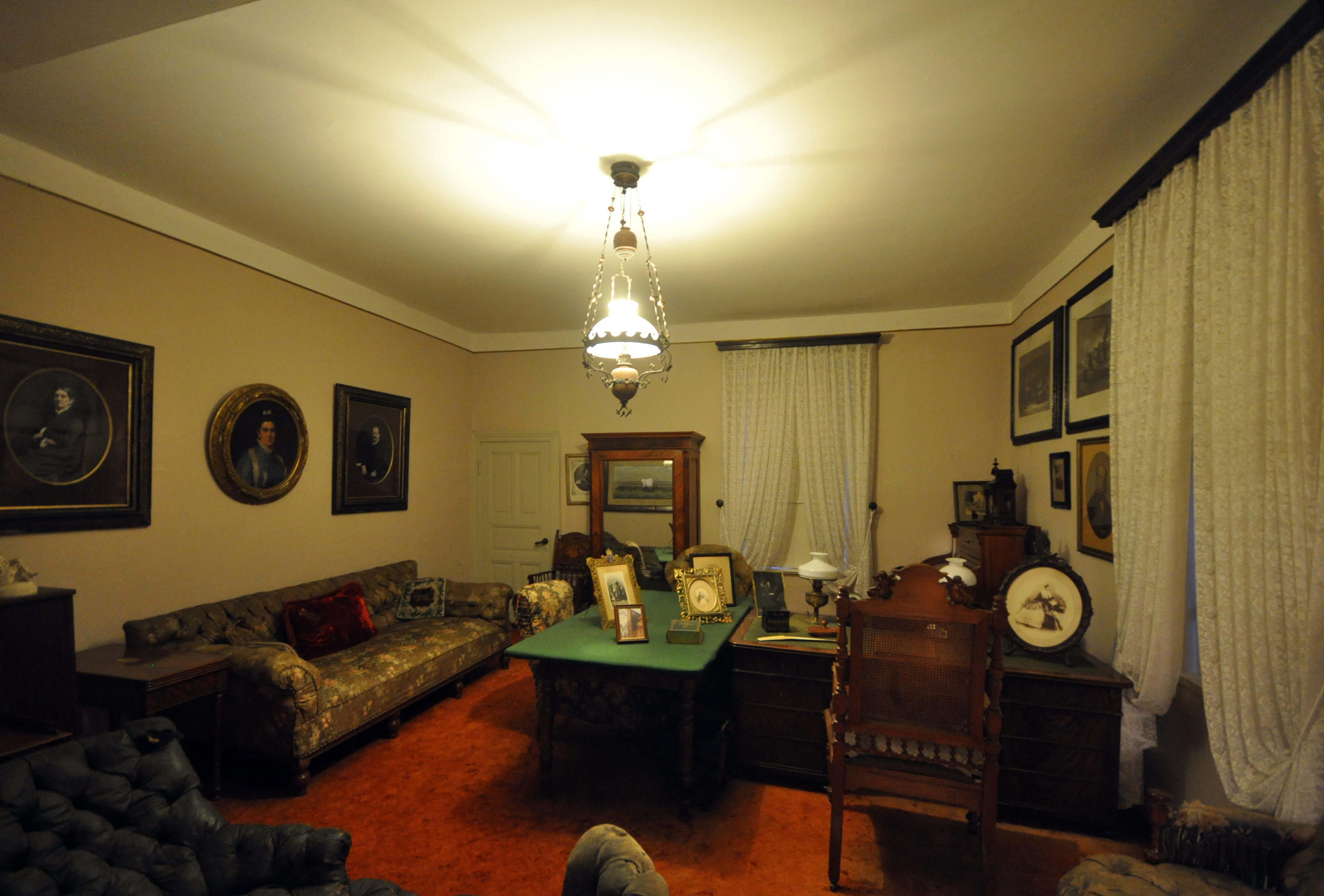
Кабинет Отто фон Бисмарка
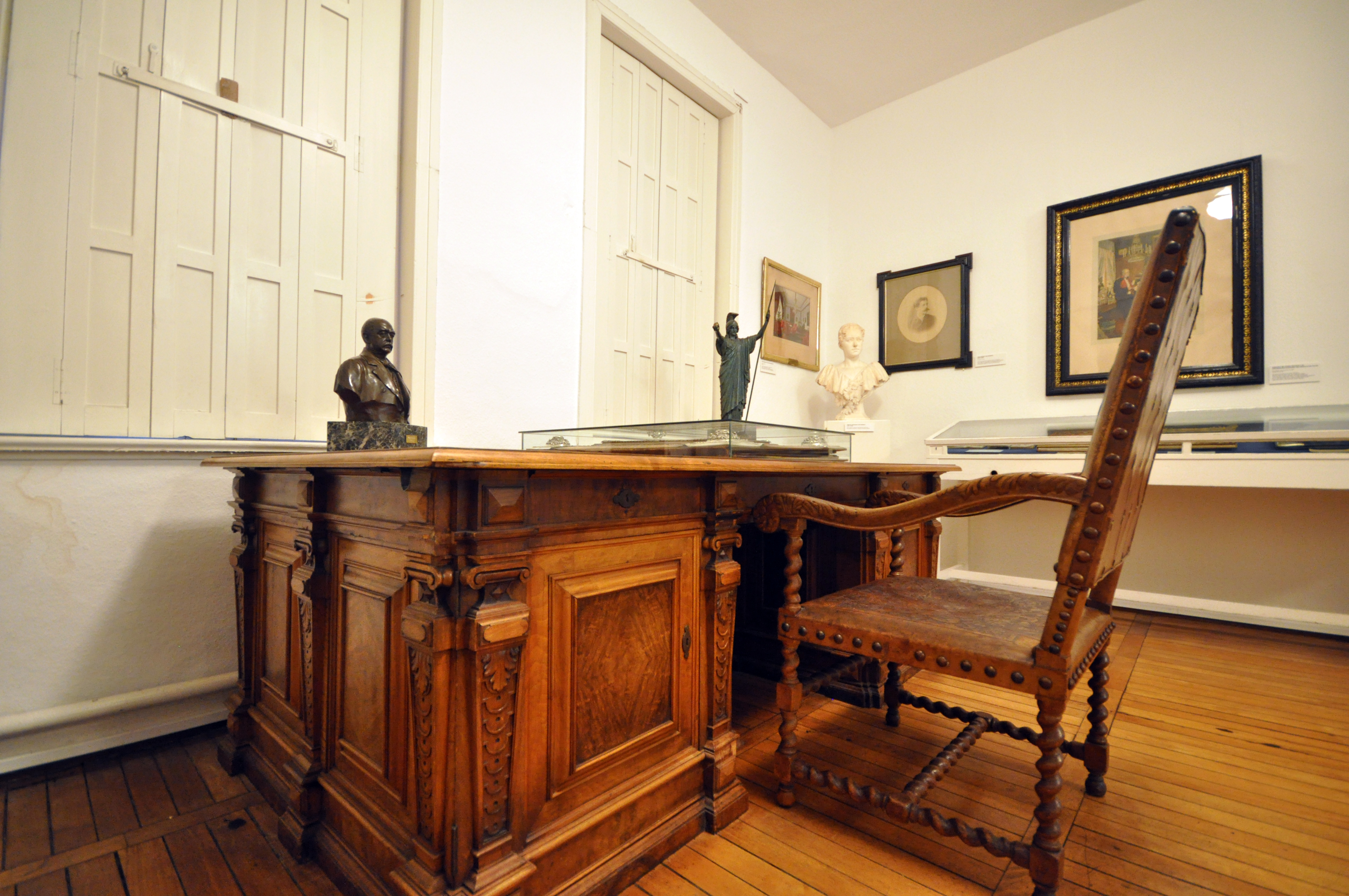
Рабочий стол и стул фон Бисмарка
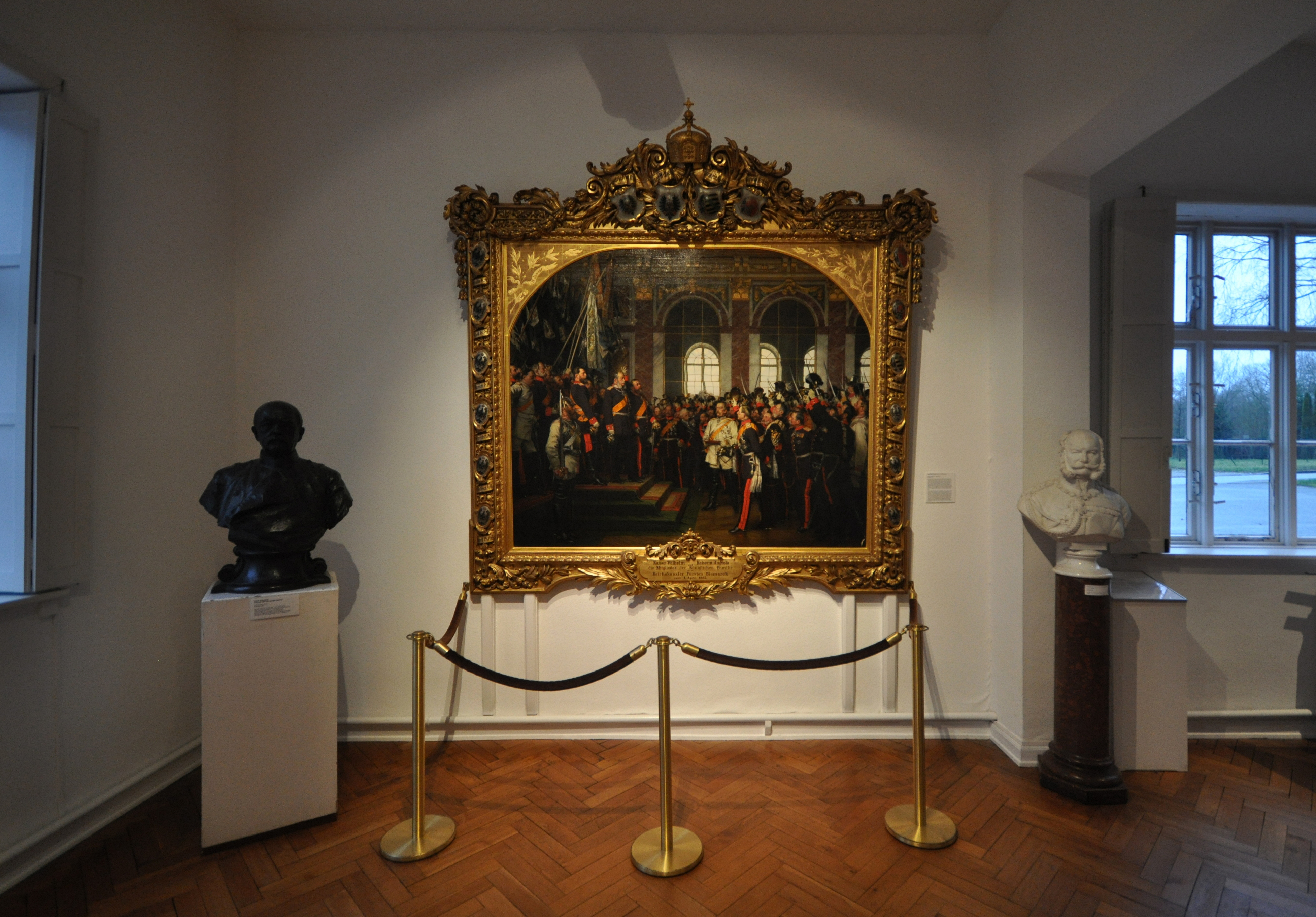
Интерьер музея с картиной «Провозглашение Германской империи 18 января 1871 года», Антон фон Вернер, 1885